# Yoalber Rodríguez
Yoalber Miguel Rodríguez González (* 29. September 2002) ist ein venezolanischer Leichtathlet, der sich auf den Dreisprung spezialisiert hat.

## Sportliche Laufbahn
Erste internationale Erfahrungen sammelte Yoalber Rodríguez im Jahr 2021, als er bei den U23-Südamerikameisterschaften in Guayaquil mit einer Weite von 14,61 m den siebten Platz belegte. 2024 gelangte er bei den U23-Südamerikameisterschaften in Bucaramanga mit 14,96 m ebenfalls auf Rang sieben. 
2021 wurde Rodríguez venezolanischer Meister im Dreisprung.

## Persönliche Bestleistungen
- Dreisprung: 15,37 m (+1,6 m/s), 21. August 2021 in Barquisimeto